# Ayrton Xerez
Ayrton Alvarenga Xerêz (cidade do Rio de Janeiro, 13 de maio de 1946) é um político brasileiro.
Em 1967 ingressou no Curso de Engenharia Civil da Universidade Estadual do Rio de Janeiro, colando grau em 1971. Entre 1981 e 1985 graduou-se como Bacharel em Direito pela Universidade Estácio de Sá, universidade na qual deu continuidade em seus estudos realizando o curso de Pós-Graduação em Direito Civil nos anos de 1987 a 1988.
Foi aspirante da Marinha de Guerra Brasileira na turma de 1965. 
Em 1968, por meio de concurso público, ingressou no Banco Nacional da Habitação, onde exerceu várias funções de confiança, entre as quais a de coordenador das ações da diretoria. Com a extinção do BNH, em 1986, passou a integrar os quadros da Caixa Econômica Federal. Desta forma, ocupou de 1991 a 1994 o cargo de superintendente regional da CEF no estado do Rio de Janeiro.
Elegeu-se deputado federal por duas legislaturas consecutivas: 1994 e 1998. Foi secretário estadual de Habitação e Assuntos Fundiários do governo do estado do Rio de Janeiro (gestão 1997—1998). Na época, chegou a ser temporariamente exonerado apenas para votar a favor da PEC da reeleição.  Em janeiro de 2001 assumiu, a convite do prefeito Cesar Maia, a Secretaria de Desenvolvimento Econômico, Ciência e Tecnologia. 
Exerceu de  novembro de 2002 a março de 2006 as funções de  secretário municipal de Meio Ambiente da prefeitura do Rio de Janeiro. 
Em 2007 assumiu a cadeira de deputado federal pela terceira vez. Votou contra a continuidade da cobrança da CPMF. Foi condenado por improbidade administrativa em 2012.